# Manikchari
Manikchari (bengali: Mānikchhari) är en ort i Bangladesh.   Den ligger i provinsen Chittagong, i den sydöstra delen av landet, 180 km sydost om huvudstaden Dhaka. Manikchari ligger 33 meter över havet och antalet invånare är 24 813.
Terrängen runt Manikchari är platt. Närmaste större samhälle är Fatikchari, 17,9 km söder om Manikchari.
I omgivningarna runt Manikchari växer huvudsakligen savannskog. Runt Manikchari är det tätbefolkat, med 790 invånare per kvadratkilometer.